# فريتز هوفمان
فريتز هوفمان (بالألمانية: Fritz Hofmann)‏ (و. 1871 – 1927 م) هو منافس ألعاب قوى، وعداء سريع، ولاعب جمباز فني ألماني، ولد في روسليبن، شارك في الألعاب الأولمبية الصيفية 1896، وGymnastics at the 1896 Summer Olympics – Men's rope climbing ‏، توفي في برلين، عن عمر يناهز 56 عاماً.

## روابط خارجية
- فريتز هوفمان على موقع الاتحاد الدولي لألعاب القوى (الإنجليزية)
- فريتز هوفمان على موقع اللجنة الأولمبية الدولية (الإنجليزية)
- فريتز هوفمان على موقع أوليمبيديا (الإنجليزية)